# Jessica DiCicco
Jessica DiCicco est une actrice américaine née le 10 juin 1980 à Los Angeles en Californie.

## Filmographie

### Cinéma
- 1990 : Le Parrain, 3e partie : une enfant
- 1993 : Household Saints : Cindy Zagarella jeune
- 1997 : The Girl with Her Head Coming Off : Alice
- 1998 : Nickelodeon Presents: Innie & Outie : Outie
- 1999 : 18 Shades of Dust : Theresa
- 2006 : Nos voisins, les hommes : Shelby
- 2006 : Shuriken School: The Ninja's Secret : Okuni et Ami
- 2006 : Bratz : Génie et Magie : Roxxi
- 2006 : Bratz : Passion 4 Fasion - Diamondz : Sharidan
- 2006 : Toot & Puddle: I'll Be Home for Christmas : Opal
- 2008 : Bratz Girlz Really Rock : Fianna et Roxxi
- 2008 : Kung Fu Panda : Les Secrets des cinq cyclones : Viper jeune
- 2008 : Unstable Fables: The Goldilocks and the 3 Bears Show : Misty Bear, Gretel et une fan
- 2011 : Night Club : la réceptionniste
- 2011 : Einstein Pals : Millie
- 2011 : Last Chance Lloyd : Katie
- 2012 : Dino Time : voix additionnelles
- 2013 : Bad Ass Bikers : Cage Fan
- 2013 : Leashes : Brutus
- 2013 : Bratz: Go to Paris the Movie
- 2014 : Jungle Shuffle : Sacha et Sacha jeune
- 2014 : Souvenirs de Marnie : l'amie de Nobuko
- 2014 : Bad Bad Bunny : Audrey
- 2015 : Uncle Kent 2 : une invitée de la fête
- 2016 : Lego DC Comics Super Heroes - La Ligue des justiciers : L'Affrontement cosmique : Supergirl et Kara Zor-El
- 2016 : DC Super Hero Girls : Héroïne de l'année : Star Sapphire et Carol Ferris
- 2017 : Cargo : Rudy Carleone
- 2017 : Cartoon Network Live! : Princesse Bubblegum
- 2017 : Scooby-Doo! Le Clash des Sammys : Desdemona Gunderson
- 2017 : The Force Awakens: A Bad Lip Reading
- 2017 : DC Super Hero Girls : Jeux intergalactiques : Star Sapphire, Carol Ferris et Lashina
- 2017 : Hanazuki: Full of Treasures : Hanazuki et Blue Hemka
- 2017 : Fiksiki: Bolshoy Sekret : Nolick
- 2018 : The Loud House 360: Center of Chaos! : Lynn et Lucy
- 2018 : Héros modestes
- 2018 : Dorothy's Christmas in Oz : Wilhelmina
- 2019 : Comme des bêtes 2 : voix additionnelles
- 2019 : La Reine des neiges 2 : voix additionnelles
- 2020 : Demon Slayer: Kimetsu no Yaiba, le film : Le Train de l'Infini : Shigeru Kamado
- 2021 : Belle : Hiro
- 2021 : Bienvenue chez les Loud, le film : Lynn et Lucy
- 2021 : Eureka/Kokyo Shihen Eureka Seven Hi-Evolution : Iris McKenzie
- 2022 : Minions et Compagnie, la compile n° 1 : Scouts
- 2023 : Super Mario Bros. le film : la mère de Mario

### Télévision
- 1989 : Aline et Cathy (1 épisode)
- 1998 : La Famille trahie : Karen
- 2004 : Piggly et ses amis : Gerdie (1 épisode)
- 2004-2007 : Razbitume ! : Wally, Jeffrey et Super Geek (4 épisodes)
- 2005 : Bratz : Rock Angelz : Roxxy
- 2005-2006 : Le Monde de Maggie : Maggie (42 épisodes)
- 2005-2007 : Les Loonatics : Lexi Bunny (26 épisodes)
- 2005-2008 : Bratz : Fiana, Roxxi et autres personnages (4 épisodes)
- 2005-2015 : Winx Club : Selina, Lucy et Rhody (33 épisodes)
- 2006 : Viva Piñata : Cecil Cocoadile (1 épisode)
- 2006 : Georges le petit curieux : une fille et un skateur (1 épisode)
- 2006-2007 : Shuriken School : Ami et Okuni (14 épisodes)
- 2006-2008 : Kuzco, un empereur à l'école : Malina (33 épisodes)
- 2007 : El Tigre : Les Aventures de Manny Riviera : David Rococco (1 épisode)
- 2007 : American Dragon: Jake Long : Danika Honeycut (2 épisoes)
- 2007 : Random! Cartoons : plusieurs personnages (2 épisodes)
- 2008 : Les Remplaçants : Celebrity Starr (1 épisode)
- 2008-2011 : Le Puissant B ! : Gwen et des castors (22 épisodes)
- 2009 : Skunk Fu! : Gwen Gibbons (1 épisode)
- 2009 : Les Saturdays : Tica (1 épisode)
- 2009 : Rahan : Noama (1 épisode)
- 2010 : Mon oncle Charlie : Jenny (1 épisode)
- 2010-2012 : Kick Kasskoo : Pénélope, Michelle et Nicole (4 épisodes)
- 2011 : Clochette et le Tournoi des fées : Lilac et Lumina
- 2012 : Rob : le bébé qui pleure (1 épisode)
- 2012 : Les Pingouins de Madagascar : Bradley, Ramona et Samuel (1 épisode)
- 2012-2013 : Les Puppies : L'agence canine : Patches, Cell Bone et Allyson (17 épisodes)
- 2012-2015 : Souvenirs de Gravity Falls : Tambry, Giffany et autres personnages (7 épisodes)
- 2012-2018 : Adventure Time : Princesse Flame et autres personnages (20 épisodes)
- 2013 : The Lebrón Brothers (6 épisodes)
- 2013-2015 : Doggyblog : Freddy et Puppy Stan (8 épisodes)
- 2014 : Bienvenue chez les Loud : Lynn Loud et Lucy Loud
- 2014-2017 : Shérif Callie au Far West : Toby, Clémentine et le chien de prairie (45 épisodes)
- 2015 : Yo-kai Watch : Crystakocho, Eimitenshi et Magidina (1 épisode)
- 2015 : Princesse Sofia : Grotta (1 épisode)
- 2015-2017 : Oncle Grandpa : voix additionnelles (5 épisodes)
- 2015-2018 : Angelo la Débrouille : Tracy et Miaow (19 épisodes)
- 2015-2018 : DC Super Hero Girls : Star Sapphire, Little Girl et Lashina (15 épisodes)
- 2015-2021 : Si tu donnes un cookie à une souris : Pig, la femme sceptique, et la mère de Leo (52 épisodes)
- 2016-[[ à la télévision| : Bienvenue chez les Loud : Lynn et Lucy (145 épisodes)
- 2017-2023 Le Monde de Bingo et Rolly : Hissy, Whaley et Baby (79 épisodes)
- 2016 : The Middle : Princesse Kalakare (1 épisode)
- 2016 : La Garde du Roi lion : Genet et voix additionnelles (2 épisodes)
- 2016-2018 : Future-Worm! : Bug, Germs et Petticoat Spider (11 épisodes)
- 2016 : Rolling with the Ronks! : Mila (12 épisodes)
- 2017 : Docteur La Peluche : Dixie (1 épisode)
- 2017 : Les Gardiens de la Galaxie : Tana (2 épisodes)
- 2017 : Chuck, fais ton choix ! : Misha (10 épisodes)
- 2017 : F Is for Family : voix additionnelles, Haircut Girl et Honey Bee Scouts (4 épisodes)
- 2017 : Trop cool, Scooby-Doo ! : Amelia (1 épisode)
- 2017 : Les Tortues Ninja : Mira (3 épisodes)
- 2017 : Ben 10 : Frightwig, Cybernetic Wig et Nerd (3 épisodes)
- 2017-2019 : Hanazuki: Full of Treasures : Hanazuki, Blue Hemka et Little Green Hemka (35 épisodes)
- 2017-2020 : Dorothy and the Wizard of Oz : Wilhelmina, Patchwork Girl et autres personnages (56 épisodes)
- 2017-2020 : Unikitty! : Master Lovelock, Mushy et Miki (36 épisodes)
- 2018 : La Légende des Trois Caballeros : April, June et May (13 épisodes)
- 2018 : Bugs ! Une production Looney Tunes : Petunia Pig (1 épisode)
- 2018-2021 : Craig de la crique : Turnet et Beth le maître du temps (3 épisodes)
- 2018-2022 : Bébés Muppets : Summer Penguin, Summer et Elephant (71 épisodes)
- 2019 : Shimmer et Shine : Melanie (1 épisode)
- 2019 : Demon Slayer : Shigeru Kamado (3 épisodes)
- 2019 : Camp Nick : Lucy Loud (2 épisodes)
- 2019 : Aventures en ville Lego (9 épisodes)
- 2019-2021 : Miraculous : Les Aventures de Ladybug et Chat Noir : Roaar (3 épisodes)
- 2020 : Yabba Dabba Dinosaures! : Pebbles Flintstone (10 épisodes)
- 2020-2022 : Close Enough : Candice, Helen et elle-même (24 épisodes)
- 2020-2022 : Annie & Pony : Annie, la mère de bébé et l'ouvrière (32 épisodes)
- 2020 : Bienvenue chez les Casagrandes : Lucy et Lynn (1 épisode)
- 2021 : Nick Shorts Showcase : Annie, Lucy et Lynn (3 épisodes)
- 2021 : Arcane (1 épisode)
- 2021 : Pomme & Oignon : Carmen (2 épisodes)
- 2022-2023 : Supertato : Evil Pea (11 épisodes)
- 2023 : Teen Titans Go! : Love (1 épisode)

### Jeu vidéo
- 2000 : Midnight Club: Street Racing
- 2005 : Psychonauts : Franke Athens
- 2005 : Kingdom Hearts 2 : Olette
- 2006 : Pimp My Ride : Marcia
- 2008 : White Knight Chronicles
- 2009 : Final Fantasy XIII : les habitants de Cocoon
- 2010 : Resonance of Fate : Leanne
- 2011 : Rise of Nightmares : Monica
- 2011 : Final Fantasy XIII-2 : voix additionnelles
- 2012 : Gotham City Impostors
- 2013 : Adventure Time : Explore le donjon et pose pas de question ! : Princesse Flame
- 2014 : La Grande Aventure Lego, le jeu vidéo : Wyldstyle, Unikitty et Gail
- 2014 : Les Sims 4 : Sim
- 2015 : Adventure Time : Finn et Jake mènent l'enquête : Princesse Flame
- 2015 : Lego Dimensions : Princesse Flame
- 2017 : Agents of Mayhem : Ariadne
- 2019 : La Grande Aventure Lego 2, le jeu vidéo : Wyldstyle
- 2022 : Nickelodeon Kart Racers 3: Slime Speedway : Lucy Loud et Chuckie Finster